# Alexis Forero Valderrama
Alexis Forero Valderrama, conocido como Alekos, (Bogotá, 1953) es un ilustrador, pintor, actor y cuentacuentos colombiano radicado en Barcelona, Cataluña (España).

## Trayectoria
Cursó estudios de diseño gráfico, grabado y pintura en la Universidad Nacional de Colombia. Ha ilustrado muchos libros para niños y jóvenes.
Ha ilustrado numerosas publicaciones como revistas o carteles en Venezuela, Estados Unidos, España, Perú, México y principalmente en Colombia. Cerca de 30 carteles han sido publicados. Dos de estos se han distribuido alrededor del mundo: en 1992 para conmemorar el día internacional del libro para niños y otro en el 2000 para el congreso internacional de la IBBY International Board and Books for Young People en Cartagena, Colombia.
Protagonizó la serie infantil de televisión El rincón de los cuentos, producida por el Ministerio de Educación de Colombia. 
Trabaja como cuentero. Alekos hace espectáculos en los que se integran palabra, música e imagen. Por sus espectáculos utiliza objetos y dibujos realizados por él. Muchas veces utiliza también muñequitos de cartón u otras imágenes. Y siempre se lleva su tiple en el palco; un instrumento colombiano de 12 cuerdas. Para incluir canciones.
Cuenta historias de la tradición oral de distintos lugares, otras venidas de la literatura y finalmente, repertorio personal.
Por eso ha recibido premios en México (1990), Colombia (1995) y España (1997). 
Trabaja como actor con el Teatro de los Sentidos del director colombiano Enrique Vargas. Trabajó en las obras: „Feria de la Buena Ventura“, „Hilo de Ariadna“, „Oráculos“, „El eco de la sombra“, „El mundo al revés“ y „La memoria del vino“ para las temporadas de: Colombia, España 1994, País de Gales 1994, Francia, Brasil y Venezuela 1995, España e Italia en 2001 y España en 2002, 2003, 2004, 2005 y Múnich, Copenhague y Pisa en 2005, Amberes, Barcelona en 2006, Valencia, Santander, Norwich, Amberes y Monterrey (México) en 2007.
En 1991, desarrolló para la Organización de Estados Iberoamericanos el proyecto La palabra pintada, en el cual ilustró en 20 telones con textos de relevantes poetas de Hispanoamérica. Sus obras se han exhibido en exposiciones colectivas realizadas en Brasil, España, Eslovaquia, Bulgaria, Italia, México, Nicaragua y Estados Unidos.
En el 2009 funda con otros artistas la Asociación cultural Trastero de las Artes, en Barcelona. Donde crea espectáculos, diseña y dicta talleres, utilizando las artes como una herramienta de transformación social. 
Fue actor coprotagonista de la serie de televisión para niños „El Rincón del Cuento“ del Instituto Nacional de Radio y Televisión y el Ministerio de Educación Nacional de Colombia 1996-1997, que se emitió, además, en Cuba y Venezuela.
Ha trabajado en el 1999 como presentador, actor, músico de la serie "alekos, mininotas“ para la Franja Metro del Canal Capital, televisión regional de Bogotá.

## Obras
- Puro Puro. Sic Editorial Ltda., Colombia.
- Aroma de Níspero. Panamericana Editorial, Colombia.
- El Sombrerón. Panamericana Editorial, Colombia.
- Espantajos. Panamericana Editorial, Colombia.
- Matachita. Panamericana Editorial, Colombia.

## Libros ilustrados por Alekos

### Colombia
- La vorágine, Caperucita Roja y otras historias perversas, Tocotóc el cartero enamorado, Cajón de cuentos de León Tolstoi, Los amigos del hombre, Los meses del año son, La olimpíada de los animales, La noche de los juguetes y Los magos del silencio, con Panamericana editorial.
- El mercado, Cúcuru Mácara, La ratoncita niña y otros cuentos, El imperio de las cinco lunas, Catire Valentìn y La sirena de agua dulce, para Editorial Norma, Colombia.
- El viaje al cielo del gallinazo y el sapo para Editorial ATI. Fábulas del Marqués Cabeto para editorial El Labrador. ¿Por qué hay delfines rosados? y ¿por qué el caimán tiene arrugas en la piel? para Destinos de Editorial planeta, Colombia.
- La pastorcita para Alfaguara de Colombia.

### Fuera de Colombia
- Renata y el mago pintón S. M. de España
- Mi bicicleta es un Hada para Rondalera de Venezuela
- Encuéntrame para Coedición latinoamericana
- La palabra pintada, libro de artista, para OEI Iberoamérica.
- El viaje al cielo del gallinazo y el sapo. Edición especial para USA
- Tocotóc el cartero enamorado Editorial Rondalera, Venezuela.
- Los meses del año son, coedición de Panamericana editorial de Colombia y editorial Serres de España.
- Mis primeras 80.000 palabras. colectivo de Editorial Media Vaca, España 2002.
- Cuentos y leyendas hispanoamericanos. Anaya, España 2005. Ricardo Ruiz Jiménez

## Exposiciones
- La palabra Pintada (20 telones de 5 metros de altura por 1.80 m). Entre 1992 y 1996 en varios lugares de Bogotá, en Manizales y Bucaramanga, ciudades de Colombia. 1996 en Santiago de Cuba, 1998 en Costa Rica, 1998 en Madrid, y Coslada en 1998 y 1999. Sant Cugat y Pati Manning CERC en Barcelona en 2004.
- Galería Café y Libro 1985, Humor gráfico e ilustraciones. Bogotá, Colombia.
- Matachines: pintura, grabado, tapices. Bogotá Colombia 1987 ilustraciones y carteles.
- Alegoría de las gentes pez. Pintura y objetos. Bogotá, Colombia. 1998
- Carteles, serigrafías e ilustraciones. La Serena Chile 1999
- La palabra pintada en su versión de grabados y serigrafías; Colombia, Perú, Brasil, España entre 1992 y 1996.
- San José de los Pinos. Exposición de objetos mínimos reciclados. Canonhalen, Copenhague, en la temporada de Teatro de los Sentidos. Julio-agosto de 2005.

## Premios
Como narrador oral
- Premio Chamán. México DF., México 1998
- Premio Cuchillo Canario en Islas Canarias España. 1997.
- Beca de Creación para el proyecto Primer Simposio internacional del animalito liberado. Instituto colombiano de Cultura, Bogotá 1995

Alexis Forero ha trabajado también en teatro y para la televisión. Sus obras se han exhibido en exposiciones colectivas realizadas en Brasil, España, Eslovaquia, Bulgaria, Italia, México, Nicaragua y Estados Unidos.